# Arrest Keereweer/Sogelease
Het arrest Keereweer/Sogelease (HR 19 mei 1995, ECLI:NL:HR:1995:ZC1735, NJ 1996/119) is een belangrijk arrest van de Nederlandse Hoge Raad dat betrekking heeft op de grenzen van het fiduciaverbod. Een overeenkomst van sale-and-leaseback is doorgaans niet in strijd met het fiduciaverbod. Het wordt binnen de rechtswetenschap beschouwd als een standaardarrest.

## Casus
Het fiduciaverbod van artikel 3:84 lid 3 BW verbiedt eigendomsoverdracht tot zekerheid, dat wil zeggen overdracht ten titel van verhaal ertoe strekkende dat de verkrijger in zijn verhaalsbelangen wordt beschermd en derhalve een sterkere positie inneemt ten opzichte van andere, 'gewone' schuldeisers. Met name de figuur van de "sale-and-leaseback" doet denken aan de verboden overdracht tot zekerheid. Sale-and-leaseback houdt in dat de lessee de betreffende goederen verkoopt en overdraagt aan de leasemaatschappij, die dezelfde goederen vervolgens terugleast aan de lessee.
Tussen partijen was overeengekomen dat Sogelease de aankoop van drukpersen c.a. door Drukkerij "De Zaaiers" zou financieren.
De drukkerij heeft de drukpersen (eerst) van de leverancier in eigendom gekregen om deze vervolgens aan Sogelease over te dragen tegen (indirecte) betaling van de koopsom (f 1,6 miljoen) aan de leverancier. Aldus is in 1991 een (financiële) lease-overeenkomst tot stand gekomen middels de figuur van sale-and-leaseback.
De drukkerij is begin 1993 failliet verklaard, waarbij Mr. Keereweer als curator is aangesteld.
Hij meent dat de overeenkomst door het fiduciaverbod wordt getroffen, zodat het fiduciair eigendom van de drukpersen met ingang van 1 januari 1992 van rechtswege is omgezet in stil pandrecht, krachtens artikel 86 lid 1 van de Overgangswet NBW. De curator vordert een verklaring voor recht, dat Sogelease op de datum van het faillissement geen eigenaar was van de drukpersen maar "slechts" een bezitloos pandrecht had.

## Rechtsvraag
Is een verkoop-overeenkomst in combinatie met een financiële leaseback van dezelfde goederen (sale-and-leaseback) in strijd met het fiduciaverbod van artikel 3:84 lid 3 BW? (Nee.)

## Procesgang
De vordering van de curator is door de rechtbank afgewezen. Het cassatieberoep is verworpen.

## Hoge Raad
De Hoge Raad oordeelt dat een leaseovereenkomst middels sale-and-leaseback niet valt onder het fiduciaverbod van art. 3:84 lid 3 BW, mits sprake is van een 'werkelijke overdracht', in die zin dat het goed zonder beperkingen op de verkrijger overgaat en deze hem meer verschaft dan slechts een recht op een goed dat hem in zijn belang als schuldeiser beschermt. In casu was aan dit vereiste voldaan omdat de eigendom wel degelijk bij de leasemaatschappij was komen te liggen en de lessee slechts een verbintenisrechtelijke aanspraak op (het gebruik van) de goederen had. De Hoge Raad overwoog:

[3.6] Deze maatstaf [art. 3:84 lid 3 BW] beoogt te voorkomen dat, in strijd met het gesloten stelsel van het zakenrecht, rechten met zakelijke werking in het leven worden geroepen op een niet door de wet voorziene wijze, maar hij verzet zich niet tegen een regeling waarbij een partij, in dit geval Sogelease, de volledige eigendom heeft, en de andere partij, in dit geval De Zaaiers, louter persoonlijke rechten en verplichtingen heeft, zoals een persoonlijk gebruiksrecht, een persoonlijke verplichting de leasetermijnen te betalen, alsmede een optie de zaken aan het eind van de leaseperiode in eigendom te verkrijgen. Dat deze optie zo is ingekleed, dat zij in de praktijk wel steeds zal worden uitgeoefend, doet daaraan niet af.

## Relevantie
Het arrest maakt duidelijk dat een overeenkomst van sale-and-leaseback doorgaans niet in strijd is met artikel 3:84 lid 3 BW.